# Lizzo
Melissa Viviane Jefferson (sinh ngày 27 tháng 4 năm 1988), là nữ ca sĩ, rapper người Mỹ.

## Thời trẻ
Lizzo được sinh ra ở Detroit, Michigan. Khi được 10 tuổi gia đình cô chuyển tới Houston, Texas. Lizzo đã bắt đầu đọc rap khi là 1 thiếu niên trong phần Đông Nam của Houston được biết như Alief. Lúc 14 tuổi cô thành lập một nhóm gọi là Cornrow Clique với những người bạn thân thiết nhất. Cô đã học âm nhạc cổ điển tập trung vào Flute (sáo) tại trường Đại học Houston. Tại tuổi 21, sau khi cái chết của cha, cô sống trong chiếc xe hơi của trong vòng 1 năm khi cô cố gắng dấn thân vào nền công nghiệp âm nhạc. Cô di chuyển tới Minneapolis, Minnesota trong năm 2011.

## Sự nghiệp

### 2010-2015: Giai đoạn đầu sự nghiệp
Trong khi sống trong Minneapolis, Lizzo đã biểu diễn với nhóm độc lập bao gồm cặp đôi nhạc soul pop, Lizzo & the Larva Ink. Trong thời gian đó cô đã giúp thành lập nhóm nhạc rap/R&B gồm 3 thành viên nữ bao gồm cả cô, The Chalice. Trong 2012, The Chalice đã phát hành album đầu tiên của họ, We Are the Chalice, đã đạt được thành công tại địa phương.